# Lessingianthus macrocephalus
Lessingianthus macrocephalus là một loài thực vật có hoa trong họ Cúc. Loài này được (Less.) H.Rob. mô tả khoa học đầu tiên năm 1988.